# Subespacio (topología)
Sea {\displaystyle {\big (}X,{\mathcal {T}}{\big )}} un espacio topológico.
{\displaystyle S\subset X} será un subespacio de {\displaystyle X\Leftrightarrow S} es un espacio topológico para la topología inducida por {\displaystyle X} en {\displaystyle S}, llamada topología del subespacio, topología inducida,  topología relativa o topología traza.

## Definición
Con {\displaystyle S} definido arriba, definimos la topología del subespacio, {\displaystyle {\mathcal {T_{S}}}}, sobre {\displaystyle S} como
{\displaystyle {\mathcal {T_{S}}}=\{S\cap U{\big |}U\in {\mathcal {T}}\}}.
Es decir, un subconjunto de S es abierto si es intersección de S con algún abierto de X.

## Ejemplo
En la recta real, {\displaystyle \mathbb {R} }, con su topología habitual ...
- La topología del subespacio {\displaystyle \mathbb {N} }, subespacio de {\displaystyle \mathbb {R} }, es la topología discreta.

## Propiedades
- Todo conjunto cerrado es la intersección de S con un conjunto cerrado de X.
- Las siguientes afirmaciones son equivalentes:

i) S es un subespacio abierto de X.
ii) Un subespacio de S es abierto en S.
iii) El subespacio de S es abierto en X.
- Las siguientes afirmaciones son equivalentes:

i) S es un subespacio cerrado de X.
ii) Un subespacio de S es cerrado en S.
iii) El subespacio de S es cerrado en X.
- {\displaystyle B} es una base para {\displaystyle X\Leftrightarrow B_{S}={\big (}S\cap U{\big |}U\in B{\big )}} es una base para el subespacio {\displaystyle S\subset X}.
- La topología inducida por un espacio métrico a un subconjunto por la restricción de la métrica del espacio a ese subconjunto es la topología inducida del subespacio para ese subconjunto.